# Auguste Musin
Pour les articles homonymes, voir Musin.
Auguste-Henri Musin est un peintre mariniste belge né à Ostende le 23 avril 1852 et décédé à Saint-Josse-ten-Noode le 23 décembre 1923. Il est le fils de François Musin.

## Œuvre
- Vue de Venise, XIXe siècle, Université libre de Bruxelles - Archives, patrimoine, réserve précieuse.